# Marshall Green
Marshall Green (Holyoke, Massachusetts, 27 januari 1916 - 6 juni 1998) was een Amerikaans diplomaat wiens loopbaan op Oost-Azië gericht was. Green was de belangrijkste amerikaanse diplomaat in Zuid-Korea tijdens de Aprilrevolutie van 1960, en was ambassadeur van de Verenigde Staten in Indonesië op het moment van de Kudeta. Van 1969 tot 1973 was hij assistent-minister van Buitenlandse Zaken voor Oost-Aziatische en Pacifische zaken. In deze capaciteit vergezelde hij president Richard Nixon tijdens diens bezoek aan China in 1972.

## Biografie
Marshall Green werd geboren in Holyoke, Massachusetts op 27 januari 1916. Hij bezocht tot 1935 de Groton School in Massachusetts, en vervolgens de Yale-universiteit, waar hij in 1939 afstudeerde.
Na zijn studie werd Green de secretaris van Joseph Grew, de ambassadeur van de Verenigde Staten in Japan, in Tokio. Kort voor de aanval op Pearl Harbor keerde Green terug naar de Verenigde Staten om te studeren voor het examen om lid te worden van de buitenlandse dienst van de Verenigde Staten. Na het toetreden van de VS in de Tweede Wereldoorlog trad Green in dienst in de Marine van de Verenigde Staten, waar hij diende als vertaler Japans, een taal die hij had geleerd tijdens zijn tijd in Tokio.
Na de oorlog verliet Green de marine en trad toe tot de buitenlandse dienst. Zijn eerste positie was als derde secretaris bij de ambassade van de Verenigde Staten in Wellington, Nieuw-Zeeland. In het daaropvolgende decennium steeg Green snel door de rangen van de buitenlandse dienst, en werd uiteindelijk de belangrijkste assistent van de Amerikaanse minister van Buitenlandse Zaken John Foster Dulles Hij was Dulles belangrijkste assistent ten tijde van van de Tweede Taiwancrisis, welke de Verenigde Staten en China aan de rand van oorlog bracht.
Green werd vervolgens benoemd tot Deputy Chief of Mission bij de ambassade van de Verenigde Staten in Seoul, Zuid-Korea. Hij was de belangrijkste Amerikaanse diplomaat chargé d'affaires in Zuid-Korea op het moment van de mei 1961 staatsgreep  die generaal-majoor  Park Chung-hee aan de macht bracht. Gedurende deze tijd hield Green de positie dat de VS de afgezette maar democratisch verkozen premier Chang Myon ondersteunde. Green diende van november 1961 tot augustus 1963 als Amerikaans consul-generaal in Hong Kong.

### Ambassadeur in Indonesië
De Amerikaanse president Lyndon B. Johnson benoemde Green tot ambassadeur van de Verenigde Staten in Indonesië op 4 juni 1965, en op 26 juli 1965 presenteerde Green zijn geloofsbrieven aan de Indonesische regering. In Indonesië werd hij verwelkomd met een anti-Vietnamoorlog-protest georganiseerd door Soekarno, de president van Indonesië, onder de slogan "Go Home, Green". Slechts enkele weken later was Green getuige van de Kudeta of generaalscoup, een anti-communistische purge waarin Soeharto een staatsgreep leidde tegen Soekarno, na de moord op zes generaals door de 30-septemberbeweging. Op basis van twijfelachtig bewijs legde het Indonesische leger de schuld hiervan bij de Communistische Partij van Indonesië (PKI). Green ondersteunde de versie van het Indonesische leger, maar hedendaagse historici bestrijden deze. 
Naar schatting 500.000 tot een miljoen Indonesiërs werden gedood in de bloedbaden die volgden.  
Recente openbaarmakingen van overheidsarchieven bevestigen dat Green het Indonesische leger steunde in hun vernietiging van de PKI door middel van executies, en in een telegram van 20 oktober 1965 had opgemerkt dat hij "een toenemend respect voor hun vastberadenheid en organisatie in de uitvoering van deze cruciale taak" had. Op 2 december 1965 keurde Green een voorstel goed om vijftig miljoen rupiah beschikbaar te stellen aan wat hij de "Kap-Gestapu beweging" noemde, die hij beschreef als een "door het leger geïnspireerde, maar door burgers geleide actiegroep" die "de last droeg van de inspanningen gericht op de onderdrukking van de PKI, vooral in Midden-Java." "De kans op ontdekking of onthulling van onze steun hieraan zijn zo minimaal als een 'black bag operation' maar zijn kan." 
Geoffrey B. Robinson van de UCLA merkte op dat Green en andere Amerikaanse ambtenaren die betrokken waren bij het ondersteunen van de Soeharto-staatsgreep memoires en artikelen publiceerden, die de aandacht probeerden af te leiden van elke mogelijke rol van de Verenigde Staten en de integriteit en politieke loyaliteiten in twijfel trokken van historici die het niet met hen eens waren. 
Green was ambassadeur in Indonesië tot 26 maart 1969. Tijdens deze vier jaar beoefende hij wat hij 'low-profile diplomacy' noemde. 

### Verdere carrière
President Richard Nixon benoemde Green in 1969 tot assistent-minister van Buitenlandse Zaken voor Oost-Aziatische en Pacifische zaken, een functie die hij vervulde van 5 mei 1969 tot 10 mei 1973. Hij verrichtte het grootste deel van het achtergrondwerk voor het bezoek van president Nixon aan China in 1972, en was een van dertien leden van het State Department (ministerie van buitenlandse zaken) die Nixon tijdens deze reis vergezelden.
In 1973 stelde Nixon Green aan als ambassadeur van de Verenigde Staten in Australië, een post die hij tot 1975 hield. Hij was betrokken bij het ontslag van de regering-Whitlam door de gouverneur-generaal van Australië, John Kerr. In 1975 werd hij coördinator van bevolkingszaken in het ministerie van buitenlandse zaken van de Verenigde Staten.

### Pensionering
Na zijn terugtrekking uit overheidsdienst in 1979 werd Green bestuurslid van het Population Crisis Committee (Comité van de bevolkingscrisis), een non-profitorganisatie met als doel overbevolking te bestrijden. Tijdens zijn pensionering schreef hij drie boeken over zijn tijd in Oost-Azië.
Green stierf aan een hartaanval op 6 juni 1998. Hij was getrouwd met Lispenard Crocker Green, en vader van drie zonen: Marshall W., Edward C. en Brampton S. Green.
- Bibliothèque nationale de France: cb124531721 (data)
- Gemeinsame Normdatei: 122924784X
- International Standard Name Identifier: 0000 0000 8354 2171
- Library of Congress Control Number: n83155108
- National Archives and Records Administration: 10568977
- Nationale Bibliotheek van Israël: 987007341921905171
- Nederlandse Thesaurus van Auteursnamen: 071010394
- SNAC: w6583j9x
- Virtual International Authority File: 7484741
- WorldCat: E39PBJhGVp94kCbgj7HC9QJRrq